# モーリス・ビショップ

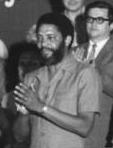
モーリス・ビショップ（1982年）

モーリス・ルパート・ビショップ（Maurice Rupert Bishop, 1944年5月29日 - 1983年10月19日）は、グレナダのマルクス主義の政治家。オランダ領アルバ出身。

## 経歴

### ビショップのクーデター
ビショップはロンドン・スクール・オブ・エコノミクスで学び、ブラック・パワー運動を広範囲にわたって研究した経歴を持つ。
1973年、グレナダに戻った彼は政治活動を始め、マルクス主義的なニュー・ジュエル運動の政党の党首になる。彼は議会に選出されて、首相エリック・ゲイリーと与党の連合労働党に対するグレナダ下院の野党党首の地位を保持した。
1979年、ビショップの党は革命的なクーデターをもくろみ、その時国連での演説のために国外にいたゲイリーを免職して、ビショップは自らをグレナダ首相と宣言した。
ビショップのクーデターは人気があり、多くのグレナダ人と国外から称賛された。ゲイリーの統治は不正と権威主義の増加を引き起こしていたので、新しい人民革命政府(People's Revolutionary Government, PRG)への期待は高かった。

### グレナダ侵攻
権力の掌握からまもなく、ビショップは議会を解散し、彼の統治の間は選挙を行わなかった。この際に、PRGは草の根民主主義の率先と労働者会議を追求しようとしていた。統治はポリトブロ(Politbro)とニュー・ジュエル党の階層構造の掌握に集中した。この意図は、グレナダを他の東側諸国のような社会主義へと変えることにあった。ビショップはキューバ、ソビエト連邦やその他の東側諸国との緊密な関係を持った。 ビショップの統治下グラナダは医療や教育や観光事業の近代化を行い国民皆保険制度を導入、文盲は35%から5%に減少し、失業率は50%から14%に減少した。しかし経済的改革はあまりうまくいったとは言えず、産業の様々なセクターの国有化と同様に集団農場を導入したが経済の成長は停滞したままだった。
党内部の政治的状況にも緊張が増大し、1983年10月14日、ビショップはかつての友人で副首相のバーナード・コードを支持する軍により軟禁され、コードが代理首相となる。間もなく各地で軟禁に反対する支持者のデモが発生し、ビショップは彼の支援者によって一時解放されたが、移動先のフォートルパート（現在のフォートジョージ）の軍総司令部で蜂起した軍部によりビショップは捕えられ、その日のうちに閣僚を含む7人の支援者と共にセントジョージズで銃殺刑に処された。その後はハドソン・オースティン将軍を首班とする革命軍事評議会が実権を握ることとなった。
しかしビショップ処刑の6日後に、「グレナダ在住のアメリカ合衆国市民が危険にさらされている」という理由で、アメリカ合衆国は軍事侵攻を行い、革命軍事評議会を崩壊させた。この際にコード、オースティンらビショップ殺害に関与した関係者が逮捕され、イギリスで裁判にかけられた。コード、オースティンらは1986年に死刑判決を受けたが終身刑に減刑され、2007年に再審が行われてさらに懲役刑に減刑された。オースティンは2008年、コードは2009年に出所した。
現在では、セントジョージズに彼の名を冠したモーリス・ビショップ国際空港（旧・ポイント・サリンス国際空港）がある。